# Tor (skalní tvar)

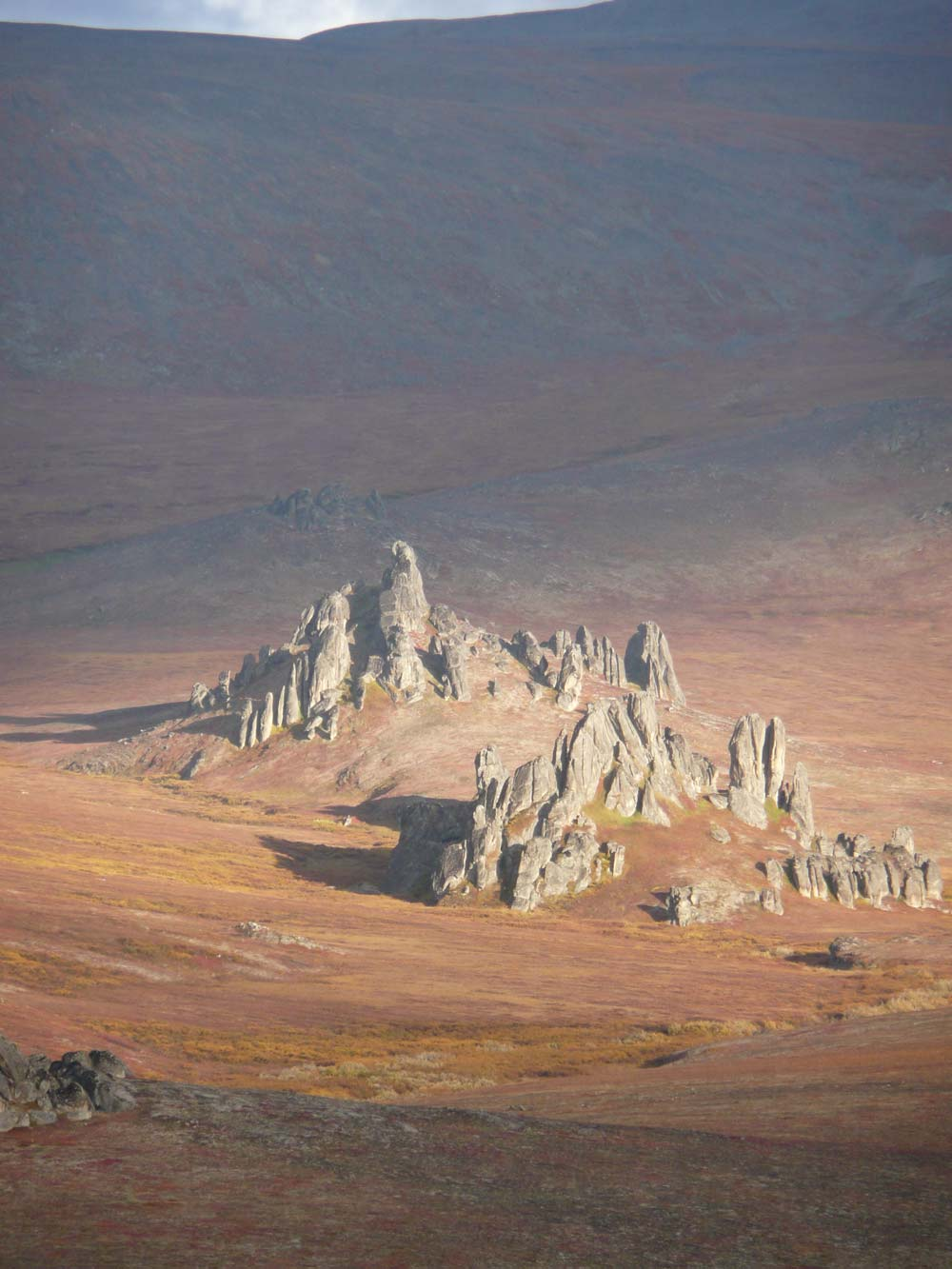
The Serpentine Tors v národní přírodní rezervaci
Bering Land Bridge na Aljašce, USA

Tor (z angl.) je obvykle definován jako izolovaná skála čnící výrazně na všech stranách z okolního terénu. Jako tory byly poprvé vědecky popsány žulové skalní tvary, vyskytující se v oblasti Dartmooru v hrabství Devon v jihozápadní Anglii.

## Vznik a charakteristika
Jako tory jsou označovány relikty původní prehistorické roviny (paroviny či peneplénu), vytvořené dlouhodobým procesem erozně-denudačního zvětrávání. Vznik torů je zpravidla vysvětlován dvěma fázemi procesu zvětrávání a odnosu hornin. V první fázi (pravděpodobně v neogénu) byl povrch horniny rozrušen intenzívním chemickým zvětráváním. Ve druhé etapě – na konci třetihor a v průběhu čtvrtohor – došlo k postupnému odnosu zvětralin a odkrytí oblých skalních výchozů, tvořených odolnější horninou. Většina těchto skal byla do současné podoby ještě dotvořena mrazovým zvětráváním v období pleistocénu.

## Výskyt

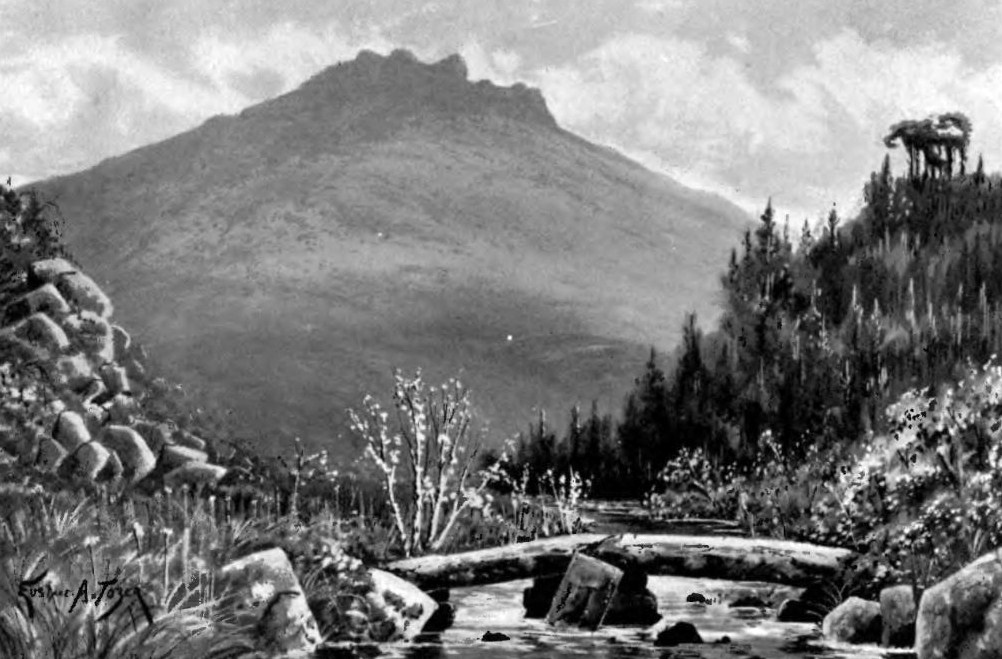
Var Tor v Dartmooru. Kresba z knihy Sabine Baring-Gouldové A Book of Dartmoor (1907)

Tory coby izolované skály o výšce několika metrů, vzácněji i několika desítek metrů, se vyskytují zejména ve vysočinách, a to převážně v granitoidech. Vzácnější je jejich výskyt v krystalických břidlicích a sedimentech.

### Ve světě
Výskyt torů byl zaznamenán v nejrůznějších oblastech světa: na americkém kontinentě, v Africe, Asii i Austrálii. V Evropě je známá především oblast britského národního parku Dartmoor, na jejímž území zhruba 160 vrcholů v nadmořské výšce kolem 400–600 metrů má ve svém názvu výraz tor. O popularitě zdejších torů svědčí i skutečnost, že se zde každoročně v květnu mezi jednotlivým skalními vrcholy pořádají dálkové pochody pod názvem Ten Tors Challenge. Neméně známý je i vrchol Glastonbury Tor boblíž města Glastonbury v anglickém hrabství Somerset, spojovaný s historií raného křesťanství i s předkřesťanskou mytologií. Z kontinentální Evropy mezi nejznámější patří pískovcové skály Externsteine v Teutoburském lese v někdejším Svobodném státě Lippe (německá spolková země Severní Porýní - Vestfálsko), opředené rovněž bohatou historií a mytologií.

### V ČR
V České republice se dokonale vyvinuté izolované skály typu torů vyskytují ve vrcholových oblastech hercynských pohoří, tvořených žulami. Ukázkami torů z hlavního hřebene Krkonoš jsou Dívčí kameny, Mužské kameny, Harrachovy kameny, Svinské kameny, Tvarožník, v polské části Krkonoš pak Polední kameny a Pielgrzymy. Podobně bohaté zastoupení torů je i v oblasti Jizerských hor - např. Ořešník, Paličník, Frýdlantské cimbuří, Pytlácké kameny i skály na vrcholu Jizery. S tory se lze setkat i na Šumavě, v Novohradských horách, v Javořické vrchovině či v západočeské Rakovnické pahorkatině. Také v pískovcích české křídy se vyskytují skalní tvary typu torů – za všechny lze jmenovat např. Popovu skálu (568 m n. m.) ve východním výběžku Lužických hor, asi 4 km jihozápadně od města Hrádek nad Nisou.